# Rio Ituim
Rio Ituim är ett vattendrag i Brasilien.   Det ligger i delstaten Rio Grande do Sul, i den södra delen av landet, 1 500 km söder om huvudstaden Brasília.
I omgivningarna runt Rio Ituim växer huvudsakligen savannskog. Runt Rio Ituim är det glesbefolkat, med 9 invånare per kvadratkilometer.